# ATP Challenger Fairfield-2
Der ATP Challenger Fairfield (offiziell: Fairfield Challenger) war ein Tennisturnier, das von 1992 bis 1993 jährlich in Fairfield, Kalifornien, stattfand. Es gehörte zur ATP Challenger Tour und wurde im Freien auf Hartplatz gespielt. Jared Palmer ist mit insgesamt drei Titeln Rekordsieger des Turniers.

## Liste der Sieger

### Einzel
| Jahr | Sieger        | Finalgegner  | Ergebnis      |
| ---- | ------------- | ------------ | ------------- |
| 1993 | Steve DeVries | Jared Palmer | 6:4, 4:6, 6:2 |
| 1992 | Jared Palmer  | Alex O’Brien | 7:6, 6:2      |

### Doppel
| Jahr | Sieger                        | Finalgegner                | Ergebnis |
| ---- | ----------------------------- | -------------------------- | -------- |
| 1993 | Alex O’Brien Jared Palmer (2) | Matt Lucena Brian MacPhie  | 6:3, 7:5 |
| 1992 | Jared Palmer (1) Jim Pugh     | Steve DeVries Ted Scherman | 6:4, 7:6 |